# Fachkaufmann für Einkauf und Logistik
Geprüfter Fachkaufmann für Einkauf und Logistik ist  in Deutschland ein öffentlich-rechtlich anerkannter Abschluss auf Meisterebene, der nach einer erfolgreich absolvierten funktionsbezogenen kaufmännischen Aufstiegsfortbildung gemäß Berufsbildungsgesetz vergeben wurde. Die bundeseinheitliche Prüfung erfolgte auf Grundlage einer besonderen Rechtsverordnung vor dem Prüfungsausschuss einer Industrie- und Handelskammer (IHK).
Im Auftrag des Bundesministeriums für Bildung und Forschung (BMBF) wurden Fortbildungsordnungen zu den Aufstiegsfortbildungen Geprüfter Fachwirt für Einkauf und Geprüfter Fachwirt für Logistiksysteme geschaffen, die mittelfristig den Fachkaufmann für Einkauf und Logistik ablösen sollen und jeweils eine eigenständige branchenübergreifende Fortbildung für Experten im Einkauf sowie für Experten in der Logistik darstellen. Hierzu wurde durch das Kuratorium der Deutschen Wirtschaft für Berufsbildung (KWB) 2012 eine Sachverständigengruppe berufen, in welcher Vertreter verschiedener Berufsverbänden sowie Einkaufsexperten mehrerer Industrieunternehmen vertreten waren, die dieses Neuordnungsverfahren durchführten.

## Arbeitsgebiete und Aufgaben
Geprüfte Fachkaufleute für Einkauf und Logistik sind qualifiziert, die folgenden Aufgaben eigenständig und verantwortlich wahrzunehmen:
- Planen, Steuern und Disponieren in Einkaufs- und Logistikprozessen
- Einkaufmarketing, Lieferantenbeziehungen gestalten, Verhandlungen führen sowie Verträge abschließen
- Entwickeln und Umsetzen logistischer Konzepte einschließlich strategischer Analysen der logistischen Kette im Unternehmen
- Mitarbeiter führen sowie Umsetzen des Team- und Projektmanagements
- Realisieren des Controllings und Qualitätsmanagements in Einkauf und Logistik

## Berufliche Qualifikationsfelder (Prüfungsfächer)

### Handlungsübergreifende Qualifikationen
- Einkaufspolitik und Einkaufsmarketing
- Logistik und Logistikstrategien
- Betriebswirtschaftliche Steuerung sowie Qualitätsmanagement in Einkauf und Logistik
- Rechtliche Gestaltung in Einkauf und Logistik
- Personalführung, Team- und Projektmanagement

### Handlungsspezifische Qualifikationen

#### Einkauf
- Einkaufsstrategien/Beschaffungsmarketing
- Einkaufsvorbereitung/Einkaufsabwicklung
- Preis- und Wertanalyse
- Einkaufsverhandlungen/Einkaufsverträge einschließlich besonderer Verträge
- Einkaufscontrolling

#### Logistik
- Materialplanung/Bedarfsermittlung
- Wareneingang/Qualitätskontrolle
- Lagerwirtschaft, -steuerung und -verwaltung
- Transport/-verträge
- Logistikcontrolling
- Disponieren

## Rechtsvorschrift
Entsprechende Fachkenntnisse hatte der angehende Geprüfte Fachkaufmann Einkauf und Logistik gemäß Ausbildungsverordnung in einer öffentlich-rechtlichen Prüfung nachzuweisen. Über das Bestehen der Prüfung wird ein Zeugnis ausgestellt.

## Zulassungsvoraussetzungen
Zur Prüfung zum Geprüften Fachkaufmann für Einkauf und Logistik wird zugelassen, wer eine mit Erfolg abgelegte Abschlussprüfung in einem anerkannten kaufmännischen Ausbildungsberuf und danach eine mindestens zweijährige Berufspraxis in Einkauf oder Logistik oder eine vergleichbare Qualifikation nachweist. Die Berufspraxis muss inhaltlich wesentliche Bezüge zu den Aufgaben in Einkauf oder Logistik haben. Bei entsprechend längerer Berufspraxis ist eine Zulassung zur Prüfung auch ohne vorhergehenden Berufsabschluss möglich.